# 武藤壽美
武藤壽美（日语：武藤 寿美，1971年5月18日—），日本女性配音員、演員。出身於東京都。B型血。已婚，丈夫為動畫師沖浦啓之。

## 人物簡介
原屬劇團若草（1982年－1992年）、Liberta，現在是株式會社ALBA所屬。早稻田大學第二文學部演劇學科畢業。
為人熟悉的代表配音作品有《人狼 JIN-ROH》的雨宮圭、《星之聲》的長峰美加子、《魔裝機神賽巴斯達》的蓮·法蘭克、《頑皮小白貂》的森下繭美、《xxxHOLiC》系列的座敷童。
興趣有電影和音樂鑑賞、讀書、散步。特長為日本舞蹈。

## 演出作品

### 電視動畫
1998年
- 玲音（四方田千砂）

1999年
- 魔裝機神賽巴斯達（日语：魔装機神サイバスター (テレビアニメ)）（蓮·法蘭克）

2001年
- 頑皮小白貂（森下繭美、老鼠群／鼠娘）

2003年
- 銀河鐵道物語（卡蓮）

2006年
- xxxHOLiC（座敷童）

2008年
- xxxHOLiC◆繼（座敷童）

2014年
- 蟲師 續章（佐保）

### OVA
1998年
- 超機動傳說Dinagiga（日语：超機動伝説ダイナギガ）（伊南村愛理）

### 電影動畫
2000年
- 人狼 JIN-ROH（雨宮圭）

2002年
- 星之聲（長峰美加子）

2004年
- 攻殼機動隊2 INNOCENCE（神秘少女）

### 網路動畫
2001年
- 魔法遊戯 夢想起飛!! 花丸大冒險（日语：魔法遊戯）（石原由貴子）

### 廣播劇
1998年
- Spirit of Wonder（日语：Spirit of Wonder）（瑪莉）

### 廣播劇CD
1998年
- 德里菲茲魔法學園物語 ～阿貝爾騎士團～（日语：エーベルージュ）

2003年
- 混亂軍團（日语：カオス レギオン）

### 外語配音

#### 動畫
- 長襪子皮皮 (1997年版)（Annika〈Jasmine Heikura 配音〉）

### 電視劇
1989年
- 高校塗鴉（日语：はいすくーる落書）（TBS）

1992年
- 白襯衫女（日语：白いシャツの女）（富士電視台）

### 真人電影
1994年
- 河童

1995年
- 情書（護理人員）

1996年
- 常盤莊的青春（日语：トキワ荘の青春）
- 夢旅人（護理人員）

## 外部連結
- 株式會社ALBA公式官網的聲優簡介 （页面存档备份，存于） （日語）
- ANN Encyclopedia頁面的聲優簡介 （页面存档备份，存于） （英文）